# 探偵歌劇 ミルキィホームズTD 消えた7と奇跡の歌
『探偵歌劇 ミルキィホームズTD 消えた7と奇跡の歌』（たんていかげき ミルキィホームズとってもどっひゃーん きえたななときせきのうた）は、2016年4月に発売されたDAXELのパチスロ機（5.5号機）である。
型式名は『ミルキィホームズ／ＤＥ』。

## 概要
『ミルキィホームズ』は、ゲーム、アニメ、マンガなどにメディアミックス展開されたブシロードのオリジナルコンテンツ。ブシロードコンテンツのパチスロ化は本機が初めて。
DAXELによる『アニスロ (ANIME X SLOT)』第4弾である。
『アニスロ』としては初めてストーリーと楽曲を段階的に解放するRTC機能を搭載する。

## ゲームシステム
ベルナビ回数管理型ボーナス(擬似ボーナス)+純増約2.0枚/GのARTで出玉を増やしていく仕様である。
有効ライン数は中段の1ラインで小役の最大払い出し枚数10枚であり、天井は12周期960ゲームとなっている。
ART初当り確率は設定1で約1/293.8、設定6で約1/219.4となっている。

### ボーナス
ナビ回数管理型となっており、平均獲得枚数は『ミラクルミルキィボーナス』170枚、『ミルキィボーナス』95枚。
ボーナス消化中にはART突入抽選を行っており、ボーナス中のART突入期待度は約40％。

### ART
ARTは特化ゾーンで初期ゲーム数を決定。最低保証ゲーム数は40ゲーム、最大300ゲーム。
毎ゲーム上乗せ抽選を行い、最終ゲーム『つぼつぼチェック』で上乗せしたゲームを放出する。

### ミルキィアタック
ロングフリーズ『ミルキィアタック』突入率は、通常時・ART中で約6万5000分の1だが、
『ライブ準備ステージ』中には約111分の1へアップ。
通常時のトータル出現率は約2900分の1。最低100ゲーム以上のARTが確定、期待値は約1000枚。

## 登場キャラクター
詳細は「探偵オペラ ミルキィホームズの登場人物」を参照

## 収録楽曲
RTC機能及び特殊条件で解放される曲も含めて、全22曲も収録されている。

## 参考資料
- 『日刊遊技情報 No.01121』　2016年3月04日 (ビジョンサーチ社)
- 『DK voice　Vol.9』 　　　　2016年6月28日 (ダイコク電機)